# Conspiration Ōtenmon
La conspiration Ōtenmon (応天門の変, Ōtenmon no Hen) se réfère à un événement qui a lieu en 866 et dont le fait saillant est la destruction par incendie de la porte principale (Ōtenmon) du palais impérial à Kyoto. Cet événement est aujourd'hui principalement connu des spécialistes par la représentation qu'en fait le rouleau narratif (emaki) intitulé Ban Dainagon Ekotoba (« La narration illustrée du grand ministre Ban »).
Minamoto no Makoto, septième fils de l'empereur Saga et membre du puissant clan Minamoto, est accusé par son rival politique Tomo no Yoshio d'avoir mis le feu. Makoto bénéficie cependant du soutien du daijō-daijin (chancelier) Fujiwara no Yoshifusa, et se trouve lavé de toutes charges. Peu après cependant, un homme prétendant être témoin de l'événement, accuse Ban Yoshio d'avoir mis le feu lui-même avec son fils. Yoshio est exilé à Izu.
L'événement et la façon dont Fujiwara no Yoshifusa l'a traité lui est politiquement favorable. Nombre des exécutés sont ses rivaux politiques et il est promu régent sesshō peu après.

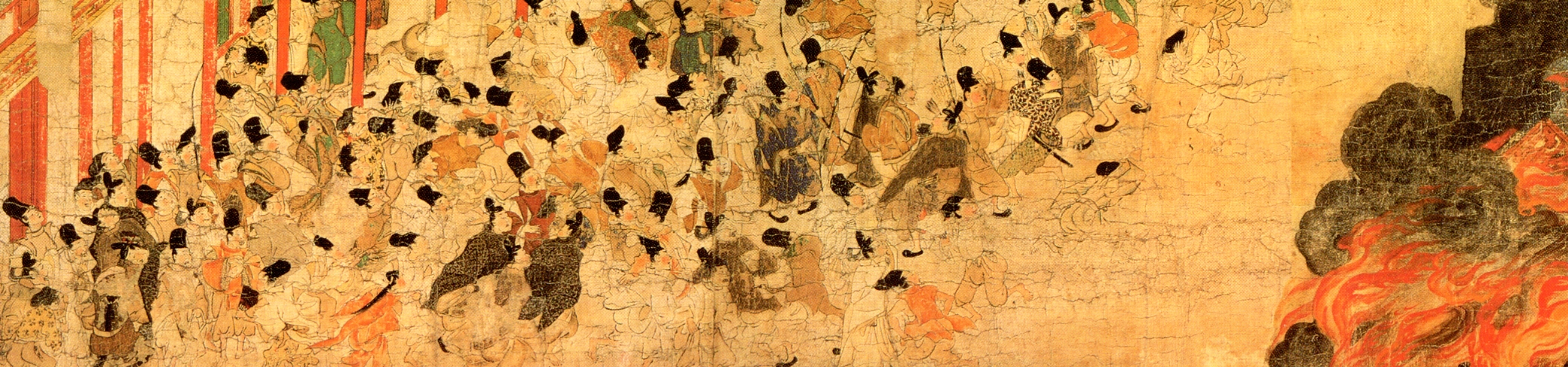
Section du rouleau Ban dainagon ekotoba, représentant l'incendie de Ōtenmon

## Source de la traduction
- (en) Cet article est partiellement ou en totalité issu de l’article de Wikipédia en anglais intitulé « Ōtenmon Incident » (voir la liste des auteurs).